# BOOTLEG (米津玄師のアルバム)
『BOOTLEG』（ブートレグ）は、米津玄師のメジャー3枚目、通算4枚目のスタジオ・アルバム。2017年11月1日にソニー・ミュージックレコーズよりフィジカル・音楽配信の形態でリリースされた。タイトルの「BOOTLEG」は「海賊版（海賊盤）」を意味している。

## 概要
『BOOTLEG』は前作『Bremen』からおよそ2年1ヶ月ぶりにリリースされた。米津が所属をユニバーサルシグマからソニー・ミュージックレコーズへ移してから初めて発表されたオリジナル・アルバムである。本作には「LOSER」「ナンバーナイン」「orion」「ピースサイン」のシングルカットされた楽曲に加え、米津がハチ名義で発表した「砂の惑星」、DAOKO×米津玄師の名義でリリースした「打上花火」の2曲のセルフカバーなど、過去のアルバムと比較して非常に多くの既発楽曲が収録されている。

### 仕様
『BOOTLEG』の初回限定盤は「ブート盤」「映像盤」「通常盤」の3形態で発売され、全形態に共通して「米津玄師 2017 TOUR / Fogbound」12月開催公演のチケット追加応募券、「米津玄師 2018 LIVE / Fogbound」のチケット最速先行抽選応募券が封入された。ブート盤は12inchアナログ盤サイズのジャケットで販売され、CDの他に複数枚のアートイラスト、ポスター、ダミーレコード（アナログレコードを模した装飾）が封入された。CDジャケットの全面は額縁のようなデザインで、内側に挿入したアートイラストとアルバムタイトルのロゴをプリントしたクリアシートによって複数のジャケットワークを購入者が組み合わせられるようになっている。映像盤はCDとDVDの２枚組仕様である。DVDには「ナンバーナイン」を除いた「Bremen」以降に発表されたシングル表題曲、「LOSER」「orion」「ピースサイン」と、映像作家の加藤隆が手がけた「ゆめくいしょうじょ」のミュージックビデオが収録されている。通常盤はCDのみを収録している。

### デザイン
『BOOTLEG』のジャケットカバーには、これまでのリリースと同様、イラストレーターとしても活動する米津が自ら描いた絵が用いられている。絵は薄暗い部屋に立つ首なしの人間と、その肩に留まる巨大なフクロウが描かれている。米津は自らの絵の作風を漫画的だと評していたが、今作ではそこから離れ、絵画への接近を意識して描かれた。米津はジャケットの完成品を知人に見せた際に、絵のタッチがアメリカの画家エドワード・ホッパーのものに似ていると指摘された。米津はそれがホッパーとのファーストコンタクトであり、ホッパーの絵画「ナイトホークス」の題名を当時制作中だった楽曲へ引用した。

## 発表
2016年に「LOSER/ナンバーナイン」、2017年に「orion」「ピースサイン」がシングルリリースされた。「砂の惑星」は2017年7月21日にYouTube、ニコニコ動画の米津のチャンネルでミュージックビデオが公開され、同年8月31日に配信が開始された。「打上花火」は2017年8月16日にDAOKOの3枚目のシングルとしてリリースされた。
2017年10月10日に東京国際フォーラムにおいて「米津玄師「BOOTLEG」プレミアム全曲先行視聴会」が開催され、アルバムに収録される全ての楽曲の情報が披露された。それまで「fogbound（＋？）」「灰色と青（＋？）」として情報が伏せられていた楽曲において前者にはファッションモデルの池田エライザ、後者には俳優の菅田将暉がボーカリストとして参加したことが明らかとなった。また、「灰色と青」は同日にミュージックビデオがYouTubeで公開、先行配信が開始された。
アルバムの発売日の11月1日から大阪フェスティバルホールでの公演を皮切りに、15都市20公演を巡るホールライブツアー「米津玄師 2017 TOUR / Fogbound」が開催された。翌年の1月9日・1月10日には追加公演として、自身初の日本武道館でのワンマンライブ「米津玄師 2018 LIVE / Fogbound」が開催され、「LOSER」のミュージックビデオで振付を担当した辻本知彦、その友人のダンサーの菅原小春、「灰色と青」にてボーカリストとして参加した菅田将暉が客演した。

## 背景
本作は、他の音楽家、媒体の異なる創作物へのオマージュがキーワードとなっている。米津は『diorama』では誰もが聞いたことのない楽曲を追求していた。次作『YANKEE』では前作の方向性を踏襲しつつ、大衆の受容を意識した普遍的な楽曲へのアプローチを見せ、さらに次作『Bremen』ではその方向へさらに踏み込んだ。
本作に収録された楽曲は、いずれも何らかの対象へのオマージュが立てられている。「ナンバーナイン」は多数の漫画家が集結した「ルーヴルNo.9 ～漫画、9番目の芸術～」。「orion」はNHKTVアニメ「3月のライオン」と、ザ・チェインスモーカーズからの影響がラジオ番組内で公言された。「ピースサイン」は読売系アニメ「僕のヒーローアカデミア」と、和田光司の「Butter-Fly」、DAOKOとの共作となった「打上花火」は「打ち上げ花火、下から見るか? 横から見るか?」。「砂の惑星」は楽曲名にフランク・ハーバートの小説「砂の惑星」を冠し、ハチ名義で幾度も使用したVOCALOIDの初音ミクへのオマージュを掲げ、楽曲中に同じVOCALOIDを用いた楽曲を彷彿とさせるフレーズが登場する。その他新録曲にも同じ試みが存在し、オマージュがアルバム全体に通ずるテーマとなっている。
アルバムタイトルは、当初砂丘を意味する「Dune」となる予定だった。しかし前述のオマージュを含んだ楽曲群から、他者の作品からの影響を集めたアルバムに仕上がり、最終的に海賊版を意味する「BOOTLEG」が採用された。

## チャート成績
『BOOTLEG』及びアルバム関連曲は、アルバム発売初週にかけて多数のチャートで好成績を残している。
発売日前日、フラゲ日の10月31日に約6.9万枚を売り上げ、同日付けのオリコンアルバムデイリーランキングで1位にランクイン。発売日の11月1日も約3.2万枚を売り上げ、1位を維持している。11月7日に発表された週間アルバムランキングでは初登場1位にランクインし、通作2作目、2作連続で1位を記録した。初動売り上げは16万枚を突破しており、2位以下に10万枚以上の大差をつけて首位獲得を果たした。売り上げ枚数は米津が過去に発表したアルバム作品の初動売り上げを合計した数字を上回る記録である。翌週のランキングでも約3.7万枚を売り上げ、安室奈美恵のオールタイムベストアルバム『Finally』に次いで2位にランクインした。以降も5週連続で週間TOP10入りを果たしている。
Billboard Japan Hot Albumsでは、ランキングを構成する指標（CDセールス・ダウンロード・ルックアップの3部門）の全てで1位を記録し、初登場1位を獲得した。
発売初週にはオリコンやBillboardをはじめとする、20を超えるチャートで『BOOTLEG』及び関連曲が首位を獲得している。
| チャート                                                      | 最高 順位 |
| ------------------------------------------------------------- | --------- |
| オリコン週間アルバムランキング                                | 1         |
| オリコン週間デジタルアルバムランキング                        | 1         |
| Billboard Japan Hot Albums                                    | 1         |
| Billboard Japan Top Albums Sales                              | 1         |
| Billboard Japan Download Albums                               | 1         |
| iTunes週間アルバムランキング                                  | 1         |
| iTunes週間ソングランキング                                    | 1         |
| mora アルバムランキング                                       | 1         |
| mora アルバムランキングウィークリー/邦楽                      | 1         |
| レコチョク週間アルバムランキング                              | 1         |
| music.jp最新週間アルバムランキング                            | 1         |
| music.jp最新週間アルバムランキング／J-POP/邦楽                | 1         |
| HAPPY！MUSIC+ アルバムランキングウィークリー                  | 1         |
| ヤマハmysound アルバム週間ウィークリー 人気ランキングTOP100   | 1         |
| オリコンミュージックストア 総合アルバムダウンロードランキング | 1         |
| コナミアルバムランキングウィークリー                          | 1         |

先行配信された「灰色と青 ( + 菅田将暉 )」は10月23日付のBillboardのJapan Hot 100で初登場3位にランクインした。
| チャート                                             | 最高 順位 |
| ---------------------------------------------------- | --------- |
| Billboard JAPAN Hot 100                              | 3         |
| iTunes 週間ソング・ランキング                        | 1         |
| レコチョク 週間シングルランキング                    | 1         |
| レコチョク 週間シングルランキング／J-POP             | 1         |
| music.jp最新週間シングルランキング                   | 1         |
| music.jp最新週間シングルランキング／J-POP/邦楽       | 1         |
| ドワンゴジェイピー シングル週間ランキング            | 1         |
| ヤマハmysound ロック ヒット・人気 シングルランキング | 1         |

『BOOTLEG』が発売された初週には、ダウンロードチャートにアルバム収録曲及び関連曲が多数チャートインしている。先行配信されていた「灰色と青 ( + 菅田将暉 )」は前週7位から順位を上げて1位に返り咲いている。DAOKO×米津玄師名義で発売された「打上花火」も前週8位から順位を上げて3位を獲得。その他シングルとして発売されていた「LOSER」「orion」「ピースサイン」はいずれも順位を20位以上上げている。加えてアルバム新録曲6曲が単独でチャートに初登場し、合計11曲が100位以内にチャートインする結果となった。

## 評価

### 批評
『BOOTLEG』は2017年、18年内最大級のロングヒットを記録し、著名人、批評家から多数の反応を得た。読売新聞で企画された「J-POP 平成の名盤30」のランキングでは第1位に選出され、選考員のひとりである石黒大貴は本作への反響を評価し、「10年後『あの頃、何聴いてた？』という会話でこの作品が挙がる気がする」とコメントした。

### 受賞とノミネート
『BOOTLEG』は全日本CDショップ店員組合が主催する「第10回CDショップ大賞2018」の二次ノミネート作品に選出された。2月8日には、同作品の上位10作品入賞が決定した。米津のアルバムが賞へノミネート・上位入賞を果たすのは1stアルバムから4作連続、4度目であり、これは星野源、サカナクション、back numberと並んで最多の受賞回数である。3月8日の授賞式にて、大賞の受賞が発表された。
| 年     | 音楽賞                 | 結果             | 出典   |
| ------ | ---------------------- | ---------------- | ------ |
| 2018年 | 第10回CDショップ大賞   | 大賞             | [ 21 ] |
| 2018年 | 第60回日本レコード大賞 | 最優秀アルバム賞 | [ 22 ] |

## 収録内容
| 全作詞・作曲: 米津玄師。 |                                |           |            |                      |      |
| #                        | タイトル                       | 作詞      | 作曲・編曲 | 編曲                 | 時間 |
| 1.                       | 「飛燕」                       | 米津玄師  | 米津玄師   | 米津玄師             | 4:03 |
| 2.                       | 「LOSER」                      | 米津玄師  | 米津玄師   | 米津玄師・蔦谷好位置 | 4:03 |
| 3.                       | 「ピースサイン」               | 米津玄師  | 米津玄師   | 米津玄師             | 3:58 |
| 4.                       | 「砂の惑星（＋初音ミク）」     | ハチ      | ハチ       | ハチ                 | 4:00 |
| 5.                       | 「orion」                      | 米津玄師  | 米津玄師   | 米津玄師・蔦谷好位置 | 4:41 |
| 6.                       | 「かいじゅうのマーチ」         | 米津玄師  | 米津玄師   | 米津玄師             | 4:55 |
| 7.                       | 「Moonlight」                  | 米津玄師  | 米津玄師   | 米津玄師             | 3:44 |
| 8.                       | 「春雷」                       | 米津玄師  | 米津玄師   | 米津玄師             | 4:48 |
| 9.                       | 「fogbound（＋池田エライザ）」 | 米津玄師  | 米津玄師   | 米津玄師             | 4:15 |
| 10.                      | 「ナンバーナイン」             | 米津玄師  | 米津玄師   | 米津玄師・mabanua    | 4:21 |
| 11.                      | 「爱丽丝」                     | 米津玄師  | 米津玄師   | 米津玄師・常田大希   | 3:09 |
| 12.                      | 「Nighthawks」                 | 米津玄師  | 米津玄師   | 米津玄師             | 4:20 |
| 13.                      | 「打上花火」                   | 米津玄師  | 米津玄師   | 米津玄師             | 4:19 |
| 14.                      | 「灰色と青（＋菅田将暉）」     | 米津玄師  | 米津玄師   | 米津玄師             | 5:32 |
| 合計時間:                | 合計時間:                      | 合計時間: | 60:08      |                      |      |

| #  | タイトル               | 作詞 | 作曲・編曲 | 監督     |
| -- | ---------------------- | ---- | ---------- | -------- |
| 1. | 「LOSER」              |      |            | 平野文子 |
| 2. | 「orion」              |      |            | 山田健人 |
| 3. | 「ピースサイン」       |      |            | YDKA     |
| 4. | 「ゆめくいしょうじょ」 |      |            | 加藤隆   |

## 楽曲解説
飛燕
楽曲名「飛燕」は空を「飛んでいるツバメ」を意味する。
宮崎駿の漫画作品『風の谷のナウシカ』から着想を得ており、同作の主人公であり、メーヴェによって空を飛ぶナウシカと、同時に自身のことをモチーフにしている。
LOSER
5thシングル『LOSER/ナンバーナイン』1曲目。ミュージックビデオでは米津がダンスを披露している。このダンスの振付を務めた辻本知彦は「米津玄師 2018 LIVE / Fogbound」の1月10日の公演でゲスト出演した。
ピースサイン
7thシングル『ピースサイン』表題曲。
和田光司の『Butter-Fly』から影響を受け、王道的なロックサウンドを踏襲している。
砂の惑星 ( + 初音ミク )
米津が「ドーナツホール」以来約4年ぶりにハチ名義でリリースした楽曲。
アルバムには米津がボーカルを務めたセルフカバーバージョンが収録される。ハチ名義の楽曲のセルフカバーが音源化されるのは、2ndアルバム『YANKEE』収録の「ドーナツホール(COVER)」、7thシングル「ピースサイン」収録の「ゆめくいしょうじょ(ハチ名義でリリースしたアルバム『OFFICIAL ORANGE』収録曲『沙上の夢喰い少女』のリメイク曲）」に続いて三作目である。
orion
6thシングル『orion』表題曲。羽海野チカの同名マンガを原作とするテレビアニメ「3月のライオン」のエンディング曲として制作され、主人公の桐山零をイメージしながら作ったと語っている。曲自体は冬の曲を作りたいという気持ちから「orion」と名付けられた。
かいじゅうのマーチ
歌詞に森山良子の楽曲「今日の日はさようなら」の一節がオマージュとして引用されている。
Moonlight
収録曲の中で最後に完成した楽曲。途中まではこの楽曲を除く13曲構成で制作されていたが、楽曲の追加によって、アルバムのコンセプトがより具体的にされた。
歌詞には冨樫義博の漫画作品『HUNTER×HUNTER』の他、実在する物の名称が複数登場する。
春雷
リリース以前に「米津玄師 2017 LIVE / RESCUE」にて新曲として演奏された楽曲。
楽曲名「春雷」は春に鳴る雷を意味し、春の到来を伝える雷とも言われる。
2017年12月5日に、米津の公式Twitterアカウントのフォロワー数とYouTubeチャンネルの登録者数の100万人突破を記念して制作されたミュージックビデオがYouTubeにて公開された。制作には美術家のHouxo Queが携わっている。
2020年7月12日、MVの再生回数が1億回を突破した。
fogbound ( + 池田エライザ )
#8「春雷」とともに、「米津玄師 2017 LIVE / RESCUE」にて新曲として演奏された楽曲。
楽曲名は「霧が立ち込めた」と日本語訳される形容詞で、アルバム発売日から開始したライブツアー「米津玄師 2017 TOUR / Fogbound」では、ミストを利用した幻想的な演出がなされている。
10月7日にモデルの池田エライザが歌唱参加したことが明らかとなった。Instagramに投稿されていた池田の歌声を聞いたことをきっかけに米津がアプローチし、今回のコラボが実現した。
ナンバーナイン
5thシングル『LOSER/ナンバーナイン』2曲目。
アルバム収録曲の中で最初に制作された楽曲。
爱丽丝
読みは「アリス」。表記に使用されているのは中国語簡体字で、これは米津の友人が作ったタトゥーシールから影響を受けている。歌詞はルイス・キャロルの児童小説『不思議の国のアリス』からの影響が受け取れる。
ともに米津の飲み仲間であるという常田大希（Gt./King Gnu）、マーガレット廣井（Ba./八十八ヶ所巡礼）、矢尾拓也（Dr./Nanakamba、ex-パスピエ）がレコーディングに参加している。なお、常田大希は楽曲のプロデュース・編曲にも携わっている。
Nighthawks
楽曲名はエドワード・ホッパーの絵画『ナイトホークス』から取られている。
BUMP OF CHICKENとRADWIMPSへのオマージュとして制作された。
ライブでは、間奏でBUMP OF CHICKENの代表曲「天体観測」のイントロリフが演奏される。
打上花火
DAOKO×米津玄師名義で発売されたDAOKOの3rdシングル『打上花火』表題曲。
シングルバージョンは劇場アニメ『打ち上げ花火、下から見るか? 横から見るか?』の主題歌に書き下ろした楽曲。アルバムには米津が全編を歌い上げ、一部の歌詞の削除、追加などの大幅なアレンジを施したセルフカバーバージョンが収録されている。
灰色と青 ( + 菅田将暉 )
アルバムリリースに先駆けて2017年10月11日に先行配信された。
10月10日に東京国際フォーラムホールCで開催された「米津玄師『BOOTLEG』全曲最速先行試聴会」で、俳優の菅田将暉が歌唱参加していることが明らかとなった。米津が男性アーティストとコラボするのは今楽曲が初である。同日中にYouTubeに山田健人が監督し、米津と菅田が出演するミュージックビデオが公開された。Youtube上でのMVの再生回数が1000万回を突破した際に、米津が記念として、菅田の似顔絵を描き下ろした。
「米津玄師 2018 LIVE / Fogbound」の1月10日公演では、菅田がゲストとして登場し、同曲を歌唱した。
アルバム発売日の11月1日に、米津と菅田のレコーディング等の制作風景をまとめたスペシャル映像が公開された。

## タイアップ
LOSER
Honda「JADE」CMソング
ピースサイン
読売テレビ系列アニメ『僕のヒーローアカデミア』第2期第1クールオープニングテーマ
砂の惑星
『初音ミク「マジカルミライ 2017」』テーマソング
orion
NHK総合アニメ『3月のライオン』第1シリーズ第2クールエンディングテーマ
ナンバーナイン
ルーヴル美術館特別展『ルーヴルNo.9 ～漫画、9番目の芸術～』イメージソング
打上花火
映画「打ち上げ花火、下から見るか? 横から見るか?」主題歌

## 演奏
| 飛燕 - 米津玄師：Vocal, Guitar - 真壁陽平：Guitar LOSER - 米津玄師：Vocal, Guitar - 須藤優 (ARDBECK)：Bass - 堀正輝 (ARDBECK)：Drums ピースサイン - 米津玄師：Vocal - 真壁陽平：Guitar - 須藤優 (ARDBECK)：Bass - 堀正輝 (ARDBECK)：Drums 砂の惑星 ( + 初音ミク ) - 米津玄師、初音ミク：Vocal - 真壁陽平：Guitar - 須藤優 (ARDBECK)：Bass - 宮崎裕介：Piano orion - 米津玄師：Vocal, Guitar - 堀正輝 (ARDBECK)：Drums かいじゅうのマーチ - 米津玄師：Vocal - 真壁陽平：Guitar Moonlight - 米津玄師：Vocal - 須藤優 (ARDBECK)：Bass | 春雷 - 米津玄師：Vocal, Guitar - 須藤優 (ARDBECK)：Bass fogbound ( + 池田エライザ ) - 米津玄師：Vocal, Guitar - 池田エライザ：Vocal - 須藤優 (ARDBECK)：Bass ナンバーナイン - 米津玄師：Vocal 爱丽丝 - 米津玄師：Vocal, Guitar - 常田大希 (King Gnu)：Guitar, Keyboards - マーガレット廣井 (八十八ヶ所巡礼)：Bass - 矢尾拓也(ex.パスピエ)：Drums Nighthawks - 米津玄師：Vocal, Guitar - 須藤優 (ARDBECK)：Bass - 堀正輝 (ARDBECK)：Drums 打上花火 - 米津玄師：Vocal 灰色と青 ( + 菅田将暉 ) - 米津玄師：Vocal, Guitar - 菅田将暉：Vocal - 須藤優 (ARDBECK)：Bass - 堀正輝 (ARDBECK)：Drums |

## チャート
| チャート（2017年）              | 最高 順位 |
| ------------------------------- | --------- |
| Billboard Japan Hot Albums      | 1         |
| Billboard Japan Top Album Sales | 1         |
| Billboard Japan Download Albums | 1         |
| オリコン週間アルバムチャート    | 1         |

| チャート（2017年）              | 順位 |
| ------------------------------- | ---- |
| Billboard Japan Hot Albums      | 16   |
| Billboard Japan Download Albums | 8    |
| オリコン年間アルバムチャート    | 17   |
| チャート（2018年）              | 順位 |
| Billboard Japan Hot Albums      | 1    |
| Billboard Japan Download Albums | 2    |
| オリコン年間アルバムチャート    | 13   |
| チャート（2019年）              | 順位 |
| Billboard Japan Hot Albums      | 9    |
| Billboard Japan Download Albums | 4    |
| オリコン年間アルバムチャート    | 41   |
| チャート（2020年）              | 順位 |
| Billboard Japan Hot Albums      | 36   |
| Billboard Japan Download Albums | 13   |

## 認定とセールス
| 国/地域                                             | 認定             | 認定/売上数             |
| --------------------------------------------------- | ---------------- | ----------------------- |
| 日本（RIAJ）                                        | ダブル・プラチナ | 638,000（CD）※オリコン  |
| 日本（RIAJ）                                        | ゴールド         | 209,400（ダウンロード） |
| * 認定のみに基づく売上数 ^ 認定のみに基づく出荷枚数 |                  |                         |

| #  | 曲名                       | ダウンロード       | ストリーミング |
| -- | -------------------------- | ------------------ | -------------- |
| 1  | 飛燕                       | -                  | -              |
| 2  | LOSER                      | トリプル・プラチナ | プラチナ       |
| 3  | ピースサイン               | トリプル・プラチナ | プラチナ       |
| 4  | 砂の惑星（＋初音ミク）     | ゴールド           | -              |
| 5  | orion                      | プラチナ           | ゴールド       |
| 6  | かいじゅうのマーチ         | -                  | -              |
| 7  | Moonlight                  | -                  | -              |
| 8  | 春雷                       | ゴールド           | ゴールド       |
| 9  | fogbound（＋池田エライザ） | -                  | -              |
| 10 | ナンバーナイン             | -                  | -              |
| 11 | 爱丽丝                     | -                  | -              |
| 12 | Nighthawks                 | -                  | -              |
| 13 | 打上花火                   | ゴールド           | -              |
| 14 | 灰色と青（＋菅田将暉）     | ダブル・プラチナ   | プラチナ       |